# نورمان روس
نورمان روس (Norman Ross) هو لاعب أولمبي لرياضة السباحة من الولايات المتحدة. شارك في الأولمبياد الصيفي في 1920، وفاز بما مجموعه 3 ميداليات.

## الميداليات
| ذهب | فضة | برونز | المجموع |
| 3   | 0   | 0     | 3       |

## روابط خارجية
- نورمان روس على موقع قاعة مشاهير السباحة العالمية (الإنجليزية)
- نورمان روس على موقع اللجنة الأولمبية الدولية (الإنجليزية)
- نورمان روس على موقع أوليمبيديا (الإنجليزية)